# Dolichopus diversipennis
Dolichopus diversipennis är en tvåvingeart som beskrevs av Charles Howard Curran 1922. Dolichopus diversipennis ingår i släktet Dolichopus och familjen styltflugor.
Artens utbredningsområde är Alberta. Inga underarter finns listade i Catalogue of Life.